# Chi Cơm rượu
Chi Cơm rượu (danh pháp khoa học: Glycosmis) là một chi thực vật có hoa, chủ yếu là cây bụi thuộc về họ Cửu lý hương (Rutaceae), phân bố chủ yếu ở khu vực Nam Á và Đông Nam Á. Chúng là các loại cây bụi hay cây thân gỗ nhỏ có lá lông chim hay lá đơn với các tuyến trong mờ. Chồi được che phủ bởi lớp lông tơ ngắn và có màu gỉ sét. Hoa trắng, nhỏ, khó thấy, mọc thành chùm, sau khi thụ phấn sẽ phát triển thành loại quả mọng có vỏ màu vàng, hồng, đỏ hay da cam.
Lá của G. crassifolia, G. cyanocarpa, G. mauritiana có chứa một số amit và imit là dẫn xuất chứa lưu huỳnh của phenethyl và styrylamin hay ritigalin có tác dụng chống nấm.

## Các loài
Chi Glycosmis vẫn chưa được nghiên cứu kỹ và nhiều tên loài cũng chưa được mô tả đầy đủ. Hiện tại người ta công nhận chi này chứa từ khoảng 35 đến 50 loài
Các loài bao gồm:
- Glycosmis aglaioides
- Glycosmis angustifolia
- Glycosmis borana
- Glycosmis chlorosperma
  - Glycosmis chlorosperma var. elmeri
  - Glycosmis chlorosperma var. lindleyana
- Glycosmis collina
- Glycosmis craibii (đồng nghĩa: Glycosmis puberula var. craibii): cơm rượu Craib.
- Glycosmis crassifolia: cơm rượu lá mập.
- Glycosmis cyanocarpa
  - Glycosmis cyanocarpa var. cymosa: cơm rượu trái xanh.
  - Glycosmis cyanocarpa var. platyphylla
  - Glycosmis cyanocarpa var. rubiginosa
  - Glycosmis cyanocarpa var. simplicifolia (đồng nghĩa: Glycosmis longifolia)
- Glycosmis cymosa: cơm rượu Bắc Bộ, màu cau tía.
- Glycosmis decipiens
- Glycosmis dinhensis
- Glycosmis elongata
- Glycosmis erythrocarpa
- Glycosmis esquirolii
- Glycosmis gracilis: cơm rượu mảnh.
- Glycosmis greenei
- Glycosmis lanceolata (đồng nghĩa: Glycosmis montana): cơm rượu thon.
- Glycosmis longipes
- Glycosmis longipetala
- Glycosmis longisepala
- Glycosmis macrantha
- Glycosmis macrocarpa
- Glycosmis macrophylla (đồng nghĩa: Glycosmis sapindoides): cơm rượu dạng bồ hòn.
  - Glycosmis macrophylla var. australiensis
  - Glycosmis macrophylla var. microphylla
- Glycosmis mansiana
- Glycosmis mauritiana (đồng nghĩa: Glycosmis rupestris): cơm rượu đá.
  - Glycosmis mauritiana var. andamanensis
  - Glycosmis mauritiana var. fuscescens
  - Glycosmis mauritiana var. insularis
  - Glycosmis mauritiana var. latifolia
  - Glycosmis mauritiana var. tomentosa
- Glycosmis oligantha
- Glycosmis ovoidea (đồng nghĩa: Glycosmis craibii var. glabra): cơm rượu xoan.
- Glycosmis parkeri
- Glycosmis parkinsonii
- Glycosmis parva
- Glycosmis parviflora (đồng nghĩa: Glycosmis citrifolia): cơm rượu lá chanh, cơm rượu hoa nhỏ.
- Glycosmis pentaphylla: bái bài, bí bái cái, bưởi bung, cát bối, cơm rượu, co dọng dạnh (Thái), mác thao sang (Tày), cô nèng (K'ho) v.v.
- Glycosmis perakensis
- Glycosmis petelotii: cơm rượu Pételot.
- Glycosmis pierrei: cơm rượu Pierre.
- Glycosmis pilosa
- Glycosmis pseudoracemosa (đồng nghĩa: Glycosmis sinensis): cơm rượu Trung Quốc.
- Glycosmis pseudosapindoides
- Glycosmis puberula
  - Glycosmis puberula var. eberhardtii: giành trang.
  - Glycosmis puberula var. subsessilis
- Glycosmis singuliflora: cơm rượu một hoa.
- Glycosmis stenura
- Glycosmis subopposita
- Glycosmis sumatrana
- Glycosmis superba
- Glycosmis tetracronia (đồng nghĩa: Glycosmis tonkinensis)
- Glycosmis tirunelveliensis
- Glycosmis tomentella
- Glycosmis trichanthera: cơm rượu mao hùng.
  - Glycosmis trichanthera var. kelantanica
- Glycosmis trifoliata
- Glycosmis xizangensis